# Dumbrava (Itești), Bacău
Dumbrava este un sat în comuna Itești din județul Bacău, Moldova, România. Are 350 locuitori. La sud-vest se învecinează cu Itești,la est cu Siretu,la nord-est cu Șerbești,la nord cu Filipești,la nord-vest cu Berești-Bistrița si la vest cu Ciumași. Datează de la începutul secolul XX. De la Dumbrava pâna la Bacău sunt 14 km,iar de la Dumbrava pâna la Roman sunt 29 km.